# Ломоносов (суперкомпьютер)

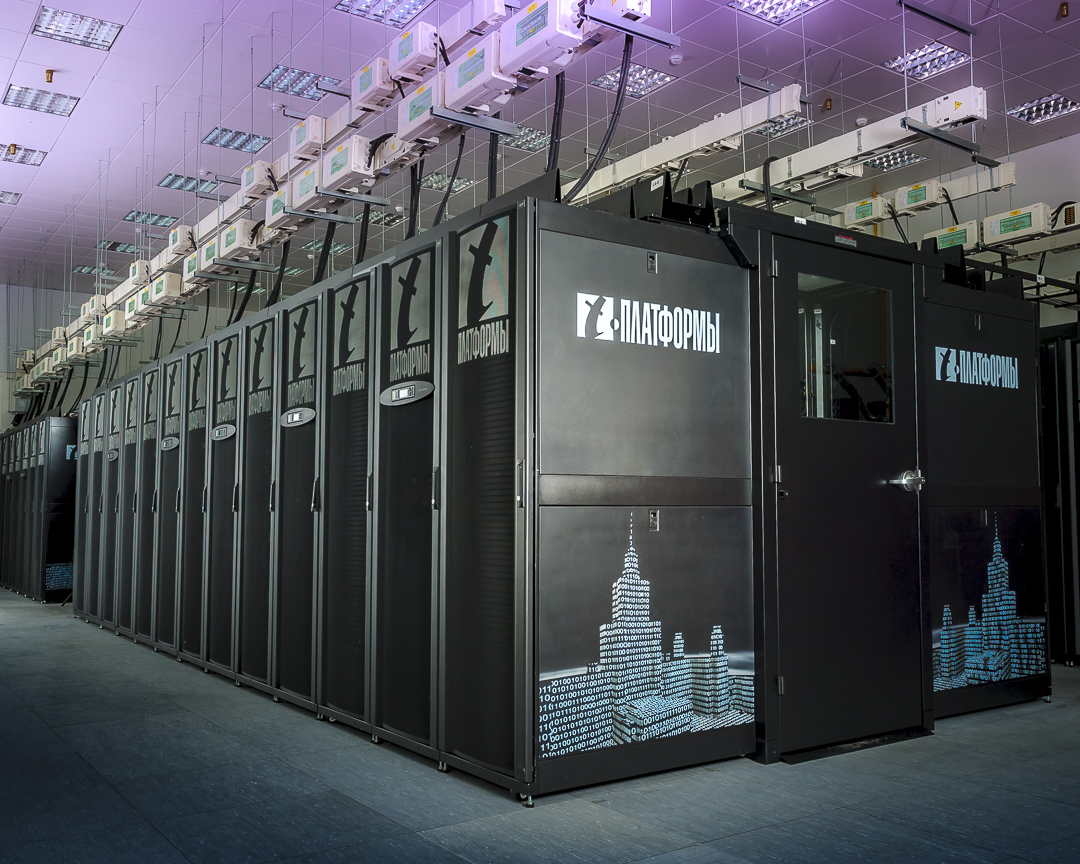
Суперкомпьютер «Ломоносов»

Суперкомпьютер «Ломоносов» — суперкомпьютер, построенный компанией «Т-Платформы» для МГУ им. М.В. Ломоносова.
Позиции в рейтинге TOP500 самых мощных суперкомпьютеров мира:
- ноябрь 2009 года — 12 место;
- июнь 2010 года — 13 место;
- июнь 2011 года — 13 место;
- июнь 2012 года — 22 место;
- ноябрь 2012 года — 26 место;
- июнь 2013 года — 31 место;
- ноябрь 2013 года — 37 место;
- июнь 2014 года — 42 место;[2]
- ноябрь 2014 года — 58 место;[2]
- ноябрь 2015 года — 95 место.

До ноября 2014 года был самым мощным суперкомпьютером России, представленным в TOP500, уступив «кластеру A-Class» (Т-Платформы, НИВЦ МГУ), который занял 22 место в 44-й редакции TOP500.

## Описание
Суперкомпьютер «Ломоносов» — первый гибридный суперкомпьютер такого масштаба в России и Восточной Европе. В нём используется 3 вида вычислительных узлов и процессоры с различной архитектурой. В качестве основных узлов, обеспечивающих свыше 90 % производительности системы, используется blade-платформа T-Blade2. Предполагается использовать суперкомпьютер для решения ресурсоёмких вычислительных задач в рамках фундаментальных научных исследований, а также для проведения научной работы в области разработки алгоритмов и программного обеспечения для мощных вычислительных систем.

## Стоимость
Первоначально стоимость создания суперкомпьютера составила 1,9 млрд рублей. Ещё 770 млн руб было потрачено в 2010—2011 годах на расширение суперкомпьютера с наращиванием пиковой производительности до 1,3 Петафлопс.

## Развитие
- 25 ноября 2009 года в МГУ состоялась презентация суперкомпьютера с участием президента РФ Д. А. Медведева.[7]

- 22 июня 2011 года мощность суперкомпьютера «Ломоносов» была увеличена до 1,3 Пфлопс. После обновления он стал самым мощным суперкомпьютером в России и стал 13-м в международном рейтинге TOP500 по состоянию на июнь 2011 года. После обновления в кластере используются гибридные блейд-системы TB2-TL на базе ускорителей NVIDIA Tesla X2070.[8]

## Технические проблемы
В работе суперкомпьютерного кластера наблюдались проблемы, связанные с электропитанием. Такое происходило в ноябре 2012 года, июне-августе 2013 года. При таких проблемах отключается часть узлов, входящих в кластер.
С 4 мая по 23 июля 2018 года по техническим причинам кластер был недоступен для расчетов.

## Технические характеристики после модернизации
- Пиковая производительность 1,7 PFLOPS
- производительность на тесте Linpack 901,9 TFLOPS
- число CPU/Core — 12346/52168
- RAM — 92 Tb
- HDD — 1,75 Pb

### До модернизации суперкомпьютера
- Пиковая производительность — 510 TFLOPS
- Реальная производительность — 408 TFLOPS
- Эффективность (соотношение пиковой и реальной производительности) — 80 %
- Число вычислительных узлов — 5130
- Число процессоров — 10260
- Число процессорных ядер — 44000
- Число типов вычислительных узлов — 3 (T-Blade2, T-Blade 1.1, платформа на основе процессора PowerXCell 8i)
- Основной тип вычислительных узлов — T-Blade2
- Количество стоек с вычислительным оборудованием — 26
- Процессор основного типа вычислительных узлов — Intel Xeon X5670
- Оперативная память — 72 ТБ
- Общий объём дисковой памяти вычислителя — 162,5 ТБ
- Занимаемая площадь — 252 м²
- Энергопотребление вычислителя — 2,8 МВт
- Тип системной сети — QDR InfiniBand
- Система хранения данных — Трёхуровневая с параллельной файловой системой
- Операционная система — Clustrx T-Platforms Edition

### Обновление от 11/2011
- узлы : T-Platforms T-Blade2/1.1 (Xeon X5570/X5670 2.93 GHz, Nvidia 2070 GPU)
- сеть : Infiniband QDR
- ОС : Clustrx[11] (Linux)
- число ядер : 33072
- реальная производительность : 674,105 TFLOPS
- пиковая производительность: 1373,060 TFLOPS
- отношение реальной и пиковой: 49 %

### Обновление от 06/2012
- узлы : T-Platforms T-Blade2/1.1, Xeon X5570/X5670/E5630 2.93/2.53 GHz, Nvidia 2070 GPU, PowerXCell 8i (Top500)
- сеть : Infiniband QDR
- ОС : Clustrx (Linux)
- число ядер : 78660
- реальная производительность : 901,9 Тфлопс
- пиковая производительность: 1700,2 Тфлопс
- отношение реальной и пиковой: 53 %